# Pombos
Pombos là một đô thị thuộc bang Pernambuco, Brasil. Đô thị này có diện tích 208 km², dân số năm 2007 là 24429 người, mật độ 117,45 người/km².